# Svarttjärnen (Karlskoga socken, Värmland)
Svarttjärnen är en sjö i Karlskoga kommun i Värmland och ingår i Göta älvs huvudavrinningsområde.